# Éric Lombard
Éric Roger Pierre Lombard (Boulogne-Billancourt, 16 mei 1958) is een Franse econoom, bankier en politicus.

## Biografie
Lombard behaalde in 1981 zijn MBA economie en werkte van 1991 tot 1993 als ambtelijk adviseur voor Michel Sapin, eerst bij het ministerie van Justitie en daarna bij het ministerie van Economie en Financiën. Hij is sinds 2014 ook lid van de raad van bestuur van Bpifrance. Van 2017 tot 2024 was hij uitvoerend bestuurder bij de Franse staatsinvesteringsbank Caisse des dépôts et consignations. In december 2024 werd hij minister van Economie en Financiën in de regering van premier François Bayrou.
- Bibliothèque nationale de France: cb130227817 (data)
- Gemeinsame Normdatei: 1254630503
- International Standard Name Identifier: 0000 0005 0351 3335
- Library of Congress Control Number: n2023003348
- Système universitaire de documentation: 20321000X
- Virtual International Authority File: 267353577